# Lijst van voetbalinterlands Denemarken - Joegoslavië
Deze lijst van voetbalinterlands is een overzicht van alle officiële voetbalwedstrijden tussen de nationale teams van Denemarken en Joegoslavië. De landen speelden zeven keer tegen elkaar. De eerste ontmoeting, een vriendschappelijke wedstrijd, werd gespeeld in Belgrado op 28 mei 1950. Het laatste duel, een kwalificatiewedstrijd voor het Europees kampioenschap voetbal 1992, vond plaats op 1 mei 1991 in de Joegoslavische hoofdstad.

## Wedstrijden
| № | Plaats     | Datum             | Competitie           | Wedstrijd                | Uitslag |
| - | ---------- | ----------------- | -------------------- | ------------------------ | ------- |
| 1 | Belgrado   | 28 mei 1950       | Vriendschappelijk    | Joegoslavië – Denemarken | 5 – 1   |
| 2 | Kopenhagen | 10 september 1950 | Vriendschappelijk    | Denemarken – Joegoslavië | 1 – 4   |
| 3 | Ljubljana  | 27 september 1980 | WK 1982 kwalificatie | Joegoslavië – Denemarken | 2 – 1   |
| 4 | Kopenhagen | 9 september 1981  | WK 1982 kwalificatie | Denemarken – Joegoslavië | 1 – 2   |
| 5 | Lyon       | 16 juni 1984      | EK 1984              | Denemarken – Joegoslavië | 5 – 0   |
| 6 | Kopenhagen | 14 november 1990  | EK 1992 kwalificatie | Denemarken – Joegoslavië | 0 – 2   |
| 7 | Belgrado   | 1 mei 1991        | EK 1992 kwalificatie | Joegoslavië – Denemarken | 1 – 2   |

## Samenvatting
| Competitie        | Totaal gespeeld | Winst Denemarken | Gelijk | Winst Joegoslavië | Doelsaldo Denemarken – Joegoslavië |
| ----------------- | --------------- | ---------------- | ------ | ----------------- | ---------------------------------- |
| WK-kwalificatie   | 2               | 0                | 0      | 2                 | 2 − 4                              |
| EK-eindronde      | 1               | 1                | 0      | 0                 | 5 − 0                              |
| EK-kwalificatie   | 2               | 1                | 0      | 1                 | 2 − 3                              |
| Vriendschappelijk | 2               | 0                | 0      | 2                 | 2 − 9                              |
| Totaal            | 7               | 2                | 0      | 5                 | 11 − 16                            |

Wedstrijden bepaald door strafschoppen worden, in lijn met de FIFA, als een gelijkspel gerekend.

## Details

### Derde ontmoeting
| WK 1982 kwalificatie (Ljubljana, Joegoslavië, 27 september 1980): |              | |
| Joegoslavië | 2 – 1        | Denemarken |
| Dragan Pantelić 18' (pen.) Zoran Vujović 37' | goals        | 6' (pen.) Frank Arnesen |
| Miljan Miljanić | bondscoach   | Sepp Piontek |
| Dragan Pantelić Zoran Vujović Miloš Hrstić Nikola Jovanović Boro Primorac Ivan Buljan 72' Vladimir Petrović Ive Jerolimov Zlatko Vujović Safet Sušić Dževad Šećerbegović 88' | opstellingen | Ole Qvist Ole Rasmussen Sten Ziegler Jens Steffensen Søren Lerby Jens Jørn Bertelsen Frank Arnesen 73' Henning Jensen Per Røntved Lars Bastrup Preben Elkjær Larsen |
| Džemal Mustedanagić 72' Nikica Klinčarski 88' | wissels      | 73' Benny Nielsen |
| Zoran Vujović 87' | gele kaarten | 71' Søren Lerby 75' Per Røntved |
| - Debuut van Džemal Mustedanagić (Dinamo Zagreb) en Ive Jerolimov (NK Rijeka) voor Joegoslavië.                                                                              |              | |

### Vierde ontmoeting
| WK 1982 kwalificatie (Kopenhagen, Denemarken, 9 september 1981):                                                                                           |              | |
| Denemarken | 1 – 2        | Joegoslavië |
| Preben Elkjær Larsen 62' | goals        | 48' Zlatko Vujović 63' Vladimir Petrović |
| Sepp Piontek | bondscoach   | Miljan Miljanić |
| Ole Qvist Ole Rasmussen Sten Ziegler Per Røntved Ole Madsen Frank Arnesen Jens Jørn Bertelsen Søren Lerby Allan Simonsen Lars Bastrup Preben Elkjær Larsen | opstellingen | Dragan Pantelić Zlatko Krmpotić Miloš Hrstić Ivan Gudelj Velimir Zajec Nenad Stojković Zlatko Vujović Vladimir Petrović Vahid Halilhodžić Edhem Šljivo Ivica Šurjak |
| | wissels      | |
| Sten Ziegler 50' | gele kaarten | ??' Ivica Šurjak 75' Dragan Pantelić 85' Nenad Stojković |

### Vijfde ontmoeting
| EK 1984 (Lyon, Frankrijk, 16 juni 1984): |              | |
| Denemarken | 5 – 0        | Joegoslavië |
| Frank Arnesen 8' Klaus Berggreen 16' Frank Arnesen 69' (pen.) Preben Elkjær Larsen 81' John Lauridsen 84'                                                               | goals        | |
| Sepp Piontek | bondscoach   | Todor Veselinović |
| Ole Qvist Ole Rasmussen 61' Ivan Nielsen Morten Olsen Søren Busk Frank Arnesen 79' Klaus Berggreen Jens Jørn Bertelsen Søren Lerby Michael Laudrup Preben Elkjær Larsen | opstellingen | Tomislav Ivković Branko Miljuš Nenad Stojković 57' Srečko Katanec Velimir Zajec Ljubomir Radanović Zlatko Vujović Ivan Gudelj Borislav Cvetković 25' Mehmed Baždarević Safet Sušić |
| John Sivebæk 61' John Lauridsen 79' | wissels      | 25' Dragan Stojković 57' Sulejman Halilović |

### Zesde ontmoeting
| EK 1992 kwalificatie (Kopenhagen, Denemarken, 14 november 1990):                                                                                           |              | |
| Denemarken | 0 – 2        | Joegoslavië |
| | goals        | 78' Mehmed Baždarević 85' Robert Jarni |
| Richard Møller Nielsen | bondscoach   | Ivica Osim |
| Peter Schmeichel John Sivebæk Kent Nielsen Lars Olsen Jan Heintze Jan Bartram Jan Mølby 73' Kim Vilfort Flemming Povlsen 46' Michael Laudrup Brian Laudrup | opstellingen | Tomislav Ivković Zoran Vulić Predrag Spasić Srečko Katanec Faruk Hadžibegić Davor Jozić Robert Jarni Safet Sušić 11' Darko Pančev Mehmed Baždarević 89' Zlatko Vujović |
| John Jensen 46' Lars Elstrup 73' | wissels      | 11' Zvonimir Boban 89' Ilija Najdoski |
| Kim Vilfort 13' | gele kaarten | 6' Zoran Vulić 39' Zlatko Vujović |
| - Laatste wedstrijd in het Idrætsparken in Kopenhagen. |              | |

### Zevende ontmoeting
| EK 1992 kwalificatie (Belgrado, Joegoslavië, 1 mei 1991): |              | |
| Joegoslavië | 1 – 2        | Denemarken |
| Darko Pančev 50' | goals        | 32' Bent Christensen 63' Bent Christensen |
| Ivica Osim | bondscoach   | Richard Møller Nielsen |
| Tomislav Ivković Zoran Vulić Robert Jarni 84' Predrag Spasić Faruk Hadžibegić Davor Jozić Robert Prosinečki Dejan Savićević Darko Pančev Mehmed Baždarević Dragiša Binić | opstellingen | Peter Schmeichel 54' John Sivebæk Lars Olsen Kent Nielsen Bjørn Kristensen Jan Bartram John Jensen Kim Vilfort Kim Christofte Bent Christensen Flemming Povlsen |
| Ilija Najdoski 84' | wissels      | 54' Henrik Larsen 83' Bjarne Goldbæk |
| Darko Pančev 52' Davor Jozić 67' | gele kaarten | 84' Henrik Larsen |